# ヌスビトハギ
ヌスビトハギ（盗人萩、学名: Desmodium podocarpum subsp. oxyphyllum）は、マメ科ヌスビトハギ属の多年草。ひっつき虫のひとつである。近似種が多い。

## 特徴
背丈は60 - 100 cmになるが、その約半分は花穂である。茎は細くて硬く、株立ちになって立ち上がる。
ややまばらに葉をつける。托葉は針状披針形。葉は長い葉柄の先に三枚の小葉がつく三出複葉であるが、頂小葉だけにはっきりした柄があり、これは羽状複葉であることの証拠である。小葉は卵形-長卵形で、先端はとがる。大きさは頂小葉で長さ4 - 8 cm、幅2.5 - 4 cm、側小葉はこれよりやや小さい。葉には細かい毛がある。
花期は7 - 9月、茎の先端の方から数個の細長い総状花序をつける。下方のものでは、それらの基部には茎につくよりやや小さい葉がつく。花序にはまばらに花がつく。花は小さくて3 - 4 mm、ピンク色に色づく。
6 - 8 mmの柄のある果実は、種子1個を含む節に分かれる節果で、この種では普通は二節からなる。個々の節は偏平で半円形、両者の間は大きくくびれ、また折れたように曲がるのが普通。上側は真っすぐで、下側に円形の膨らんだ側が位置する形は眼鏡のようである。果実の側面には赤褐色の斑紋があることが多い。また、その表面は触れるとざらつくが、これは細かな鉤が並んでいるためで、これによって衣服などによくくっついてくる。言わば面ファスナー式のひっつき虫である。

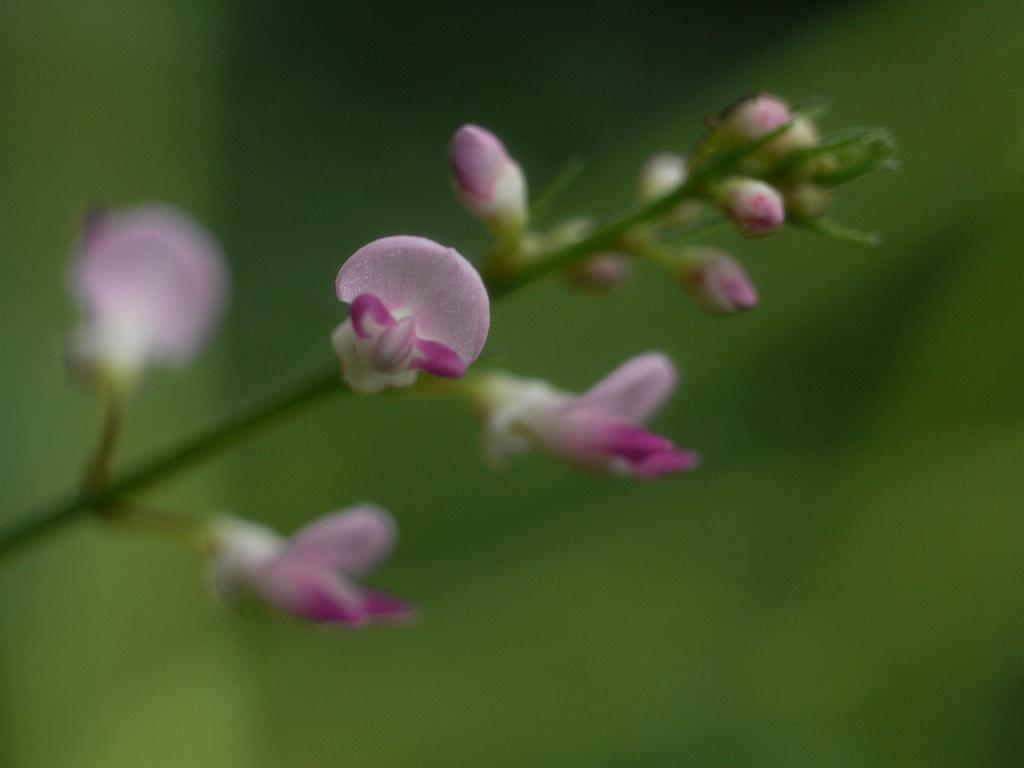
花

### 名前について
和名は、果実が泥棒の足跡に似ると言う。奇妙に聞こえるが、牧野富太郎によると、古来の泥棒は足音を立てないように、足裏の外側だけを地面に着けて歩いたとのことで、その時の足跡に似ている由。これは牧野富太郎による説で、フジカンゾウの別名がヌスビトノアシであることからの類推とのこと。他方で、『ヌスビト』が気づかないうちにその種子が人に取り付く性質を述べたとの説もある。

## 分布・生育環境
中国、朝鮮半島、台湾、日本から知られる。日本では北海道から琉球列島まで分布する。
低地から山間部の草地から森林周辺に生える。木陰に出現することもあるが、林縁では日なたにもよく見られる。小さな集団をつくっていることが多い。開けた草地ではあまり見られない。

## ヌスビトハギ属
ヌスビトハギ属（ヌスビトハギぞく、学名: Desmodium）は、マメ科の属の一つ。世界に400種、日本には9種あるが、よく似たものもあり、またこの種自体も変異が多い。
マルバヌスビトハギ Desmodium podocarpum subsp. podocarpum
基本亜種。頂小葉が幅広くて倒卵形であること、また果実の柄が5mm以下と短いことなどがヌスビトハギと異なる。本州中部以南から九州、国外では中国からヒマラヤ、インドまで分布する。
ヌスビトハギ Desmodium podocarpum subsp. oxyphyllum
独立種として扱われたこともあるが、現在はマルバヌスビトハギの亜種とされている。変異としては白花品が知られている。
オキチハギ Desmodium podocarpum subsp. oxyphyllum forma decorum
旗弁と翼弁が白くて竜骨弁が赤いもの。
ヤブハギ Desmodium podocarpum subsp. oxyphyllum var. mandshuricum
ヌスビトハギの変種で、葉が薄くて無毛、茎に葉が集まってつくもので、より木陰に生育する。
ケヤブハギ Desmodium podocarpum subsp. fallax
マルバヌスビトハギの亜種で、ヤブハギに似るが、頂小葉が幅広い。
オオバヌスビトハギ Desmodium laxum
ヌスビトハギに全体に似ている。上記の種が冬は地上部を枯らすのに対して、この種は常緑性である。また、葉や花、果実など上記の種より一回り大きい。本州南岸以南、九州から中国、インドシナ、ヒマラヤ、インド、セイロンまで分布する。
リュウキュウヌスビトハギ Desmodium laxum subsp. laterale
やや小柄で、ヌスビトハギに似る。鹿児島県から琉球列島、中国、セイロンから知られる。
トキワヤブハギ Desmodium laxum subsp. leptopus
果実が12-18mmとさらに大きい。暗い森林に生育し、種子島、屋久島から琉球列島、東南アジアに分布する。
アレチヌスビトハギ Desmodium paniculatum
近年の帰化植物。全体にヌスビトハギに似て、より背の高くなる草で、花も大きくて華やか。また果実は数個の種子を含み、その間のくびれがあまり大きくない。都市部の草地から道路わきではやや山間まで見られる。1940年ころに大阪で見つかり、2008年現在では本州（東北南部）から沖縄までに見られる。また、北海道胆振地方から報告がある。
他にも若干ながら近似種の帰化植物がある。それ以外のこの類も引っ付き虫になるが、その形はより細長いものが多い。